# Natalena Korolewa
Natalena Korolewa (ukr. Наталена Королева; ur. 3 marca 1888 w San Pedro w Hiszpanii, zm. 1 lipca 1966 w Mielniku) – ukraińska pisarka.

## Życiorys
Matka Nataleny, Marija-Klara de Kastro Leczerda, zmarła przy porodzie. Ojciec Adrian-Jurij Dunin-Borkowski był Polakiem i zajmował się archeologią. Zaraz po narodzeniu Nataleną zajęła się jej babcia, a później opiekę nad dziewczynką przejął brat matki. Natalena wychowywała się w klasztorze Zgromadzenia Sióstr Matki Bożej Syjonu, gdzie mieszkała prawie dwanaście lat. Uczono jej tam zasad miłosierdzia, ofiarowania swojej pracy dla bliźnich oraz godnego, chrześcijańskiego życia.
W 1904 roku siedemnastoletnia Natalena przyjechała do Kijowa. Przyswoiwszy sobie podstawy języka rosyjskiego wstąpiła do Instytutu Szlachetnie Urodzonych Panien. Uczono ją manier, zasad dobrego wychowania oraz umiejętności odpowiedniego zachowania się w towarzystwie.
Później studiowała filozofię, historię, archeologię, medycynę, muzykę oraz języki obce. Studiowała w Petersburgu na Wydziale Archeologicznym, gdzie uzyskała stopień doktorski. Zajmowała się egiptologią oraz studiowała na Akademii Sztuk Pięknych.
Była poliglotką. Znała język hiszpański, francuski, łacinę, włoski i arabski oraz ukraiński i polski.
W późniejszym okresie życia Natalena nie utrzymywała najlepszych relacji z rodziną. Ojciec nalegał na jej zamążpójście, a ona chciała sama decydować o własnym życiu. Podpisała kontrakt z paryskim Theatre Gymnase. Passę sukcesów przerwały jednak jej problemy zdrowotne. Podjęła leczenie w różnych krajach Zachodniej Europy. Przebywała w rodzinnej Hiszpanii, Francji i Włoszech. W międzyczasie występowała w paryskich i weneckich operach.
I wojna światowa zastała pisarkę w Kijowie w czasie wizyty u chorego ojca, który wkrótce zmarł. Nie mając możliwości wyjazdu z miasta, Natalena została pielęgniarką w rosyjskiej armii. W czasie wojny kilkakrotnie była ranna, przeszła też poważne zapalenie płuc. W tym czasie poznała oficera rosyjskiej armii, za którego wyszła za mąż. Ich szczęście nie trwało jednak długo, gdyż jej mąż zginął pod Warszawą.
W 1919 roku Natalena wyjechała do Pragi, gdzie na zamówienie Ministerstwa Oświaty tworzyła szkolny słownik czesko-ukraiński, a później wielki słownik francusko-ukraiński. W Pradze wyszła za mąż za Wasyla Korolewa-Starego, którego poznała jeszcze w Kijowie. Był pisarzem, wydawcą oraz działaczem społecznym.
Zmarła w Mielniku w ówczesnej Czechosłowacji 1 lipca 1966 roku.

## Twórczość
Natalena Korolewa zaczęła pisać swoje utwory w języku ukraińskim za namową męża. Swój pierwszy tekst w języku ukraińskim opublikowała w 1919 roku w Wiedniu. Przez ponad 20 lat wszystkie zachodnioukraińskie, bukowińskie, zakarpackie czasopisma drukowały jej teksty.
W latach 30. oraz na początku lat 40. ukazały się książki, które przyniosły pisarce wielkie uznanie oraz popularność: Zbiór legend Wo dni ony (1935), powieść 1313 (1935), Bez korinnja (1936), zbiór opowiadań Inakszyj swit (1936), powieść Peredok (1937), Son tini (1938), Lehendy starokyjiwski (1942–1943). Po wojnie w Chicago ukazała się powieść Quid est veritas? (1961).
Utwory Korolewej nie były rozpowszechnione na Ukrainie. Dziś część badaczy literackich zwraca się ku przeszłości w celu odszukania tych, które powstały poza granicami Ukrainy. W tym świetle twórczość Nataleny Korolewej nabiera szczególnego znaczenia. Nie była Ukrainką z pochodzenia, lecz przeszła na ukraińska literaturę, po tym jak spróbowała swych sił w literaturze francuskiej. Korolewa wniosła do ukraińskiej prozy nową tematykę: antycznego i europejskiego świata. Opracowując historyczne i biblijne wątki, pisarka świadomie obchodziła tematykę ukraińskiej historii, jednak w niezwykły sposób udawało jej się połączyć świat starodawnej Rusi i Ukrainy z antycznym i średniowiecznym. Do języka ukraińskiego wniosła swój niepowtarzalny styl. Leksyka, frazeologia, konstrukcje zdaniowe oraz dokładne przedstawienie obrazu odróżniają jej teksty od tych czysto ukraińskich. W centrum jej twórczości pozostawał człowiek, jego wewnętrzny, duchowy świat. Bohaterzy to najczęściej postaci zaczerpnięte z Biblii bądź mitologii antycznej. Łączy ich chęć niesienia pomocy innym, szerzenia ideałów dobra oraz braterstwa.